# Calamaria schmidti
Calamaria schmidti is een slang uit de familie toornslangachtigen (Colubridae) en de onderfamilie Calamariinae.

## Naam en indeling
De wetenschappelijke naam van de soort werd voor het eerst voorgesteld door Hymen Marx en Robert Frederick Inger in 1955. De soortaanduiding schmidti is een eerbetoon aan de Amerikaanse herpetoloog Karl Patterson Schmidt (1890 - 1957).

## Uiterlijke kenmerken
Deze slang bereikt een gemiddelde lichaamslengte van ongeveer vijftig centimeter. De lichaamskleur van de meeste exemplaren is zwart tot bruin met een iriserende glans over het gehele lijf. De buik is meestal vuilwit van kleur. Zoals bij de meeste soorten uit dit geslacht zijn de ogen relatief klein en de schubben erg glad zodat de slang aan een skink doet denken.

## Levenswijze
Calamaria schmidti is een bodembewonende soort die in de bodem leeft van kleine ongewervelden zoals regenwormen. De slang wordt zelden waargenomen door de verborgen levenswijze. De soort komt echter algemeen voor in het natuurlijke verspreidingsgebied.

## Verspreiding en habitat
Deze soort komt voor in delen van Azië en leeft endemisch in Maleisië; op de eilanden Sabah Borneo. De habitat bestaat uit vochtige tropische en subtropische bergbossen. De soort is aangetroffen op een hoogte van ongeveer 1350 tot 1550 meter boven zeeniveau.

## Beschermingsstatus
Door de internationale natuurbeschermingsorganisatie IUCN is de beschermingsstatus 'veilig' toegewezen (Least Concern of LC).